# سن ویت

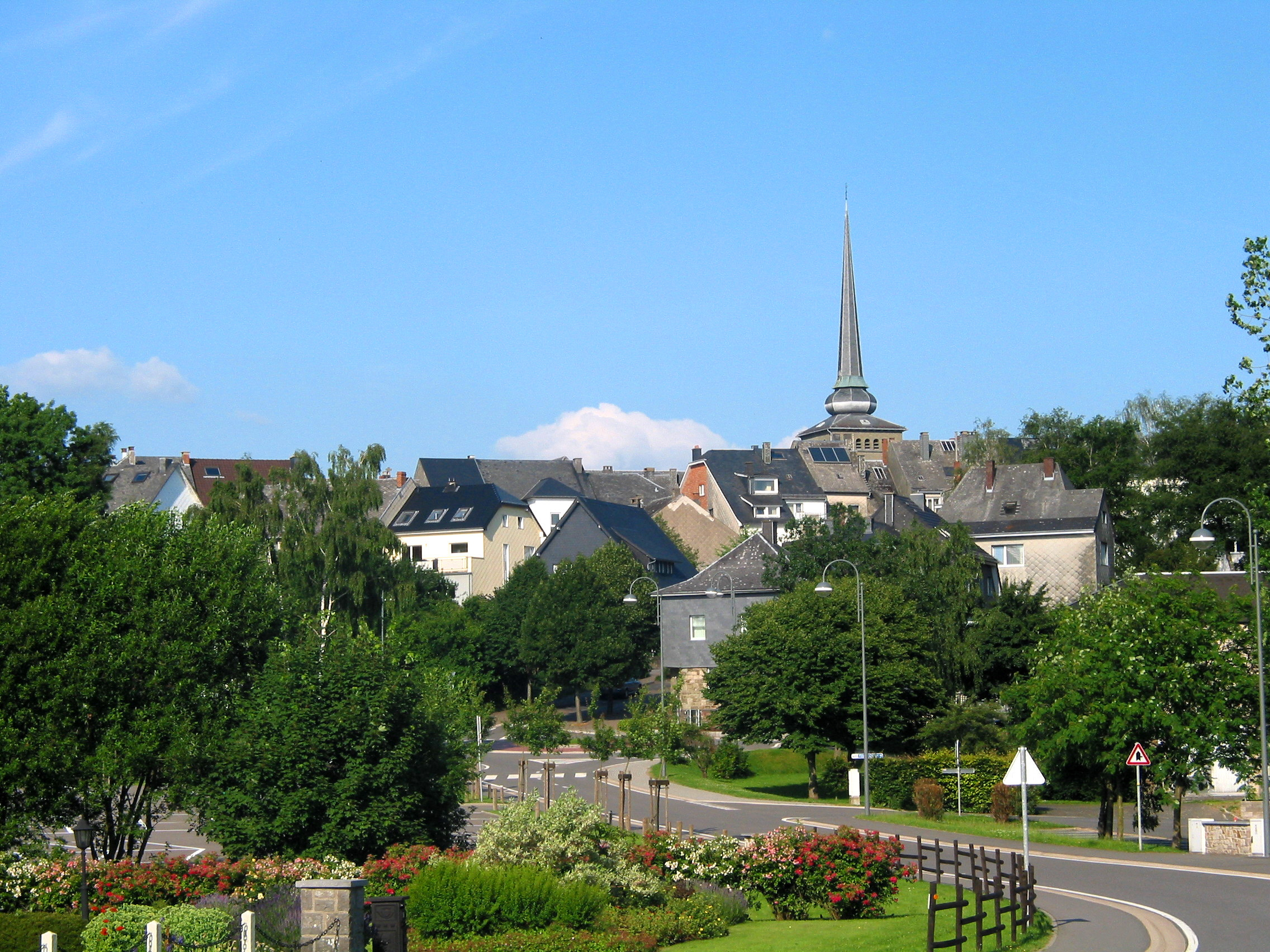
نمایی از سن ویت

شهر سن ویت (به فرانسوی: St. Vith) در شهرستان ورویه  در استان لیئژ  در منطقه فدرال والوون در کشور بلژیک واقع شده‌است.